# Добрича (Валча)
Добрича (рум. Dobricea) насеље је у Румунији у округу Валча у општини Градиштеа. Oпштина се налази на надморској висини од 284 m.

## Становништво
Према подацима из 2002. године у насељу је живело 528 становника, од којих су сви румунске националности.